# 4-氟氯苯
4-氟氯苯是一种有机化合物，化学式为C6H4ClF。它可由氟苯、三氟化硼一水合物和N-氯代丁二酰亚胺反应制得；4-硝基氟苯和亚临界四氯化碳（250 °C，~7 MPa）反应，也能得到4-氟氯苯。它和苯硼酸在碱和催化剂的存在下反应，可以得到4-氟联苯。